# مجال الاختبارات الكبرى للماجستير في إدارة الأعمال
مجال الاختبارات الكبرى لماجستير في إدارة الأعمال (MFT-MBA) هو اختبار وطني موحد يُقام في الولايات المتحدة عند نهاية برامج ماجستير إدارة الأعمال. إنه امتحان خروج شامل. ويهدف ماجستير إدارة الأعمال MFT-MBA إلى تقييم على المهارات والمعرفة والقدرة على التفكير في مجال منهج ماجستير إدارة الأعمال القياسي. وتدار هذه الإدارة من قبل خدمة الاختبار التربوي التعليمي (ETS) وقد استخدمت في برامج ماجستير إدارة الأعمال في أكثر من 300 جامعة أمريكية.

## التاريخ
معظم برامج ماجستير إدارة الأعمال تتطلب امتحان الخروج لقياس الكفاءة الشاملة للطلاب في مجال إدارة الأعمال. تم تقديم وإنشاء MFT-MBA «مجال الاختبارات الكبرى للماجستير في إدارة الأعمال» في عام 2002. وقد تم تطويره على المستوى الوطني من قبل كبار المعلمين لتقييم مهارات طلاب ماجستير إدارة الأعمال المتخرجين. كما أنه يستخدم كأداة لمقارنة برامج الأعمال في جميع أنحاء الولايات المتحدة. يصدر ETS «خدمات الاختبارات التربوية» اختبارًا يتم تحديثه كل 3-4 سنوات في محاولة لضمان صحة المحتوى بشكلٍ عالٍ. أحدث نماذج الاختبار هي 4BMF (فبراير 2005 - يونيو 2009)، 4FMF (سبتمبر 2009 - يونيو 2013)، و 4 JMF (سبتمبر 2013 - الوقت الحاضر).

## المحتوى
يعتمد مجال الاختبارات الكبرى لدى ماجستير إدارة الأعمال MFT-MBA على المناهج الأساسية لإدارة الأعمال MBA. على عكس الاختبارات التي لا تتماشى مع أي شيء من خارج المنهج ولاتعتمد سوى على منهجها الخاص، يؤكد MFT-MBA على صحة المحتوى. من أجل عرض المعيارية وضمان توافق في الآراء بشأن أفضل ما يعكس المنهج الدراسي الأساسي، يتم إنشاء المحتوى باستخدام نتائج مسح المنهج الوطني. وفقًا لـ ETS ، يشارك خبراء المحتوى من تمثيل متنوع لمؤسسات التعليم العالي (ومن ضمن ذلك مستخدمي الاختبارات الميدانية الرئيسية وغير المستخدمين) في هذا الاستطلاع. وبناء الاختبار على المناهج الأساسية يجعل منه اختبارًا ميدانياً متكيفاً، مما يمنحه نتائج مفيدة ويمكّنه من قياس قدرة التفكير.
يحتوي الاختبار على 124 سؤالاً متعدد الخيارات. وهنالك نحو 32 سؤالًا إداريًا، و 31 سؤال عن الـتسويق، و 33 سؤال عن الـتمويل، و 28 سؤال الـمحاسبة الإدارية. إذ تتطلب نصف الأسئلة التكامل الاستراتيجي بين مجالين أو أكثر من الموضوعات. بالإضافة إلى المعرفة الواقعية، فيقوم الاختبار بتقييم قدرات الطالب على تفسير المواد وفهم العلاقات وتحليله للمشاكل وحلها.
لا يمكن إجراء الاختبار الميداني الرئيسي لماجستير إدارة الأعمال إلا مرة واحدة. مقدار الوقت المخصص لإجراء الاختبار هو ثلاث ساعات. يُقام الامتحان على جهاز الكمبيوتر. يتم تقديم جميع الامتحانات في مرافق المراقبة. يتم تزويد المتقدمين للاختبار بالأوراق وأقلام الرصاص، ولكن لا يسمح لهم باستخدام اللآلات الحاسبة. وتقدم جميع أسئلة الاختبار أربعة خيارات للإجابة على السؤال ويجب اختيار واحد منها فقط، إذ ان الإجابة الصحيحة تكمن في أحد الخيارات فقط.

## رصد الدرجات
| المئوي | أحرز هدفا |
| ------ | --------- |
| 99     | 284       |
| 91     | 271       |
| 80     | 264       |
| 70     | 258       |
| 62     | 254       |
| 50     | 249       |
| 42     | 245       |
| 31     | 239       |
| 20     | 233       |
| 10     | 227       |

يصدر سنويًا دليل وطني بشأن رصد الدرجات. وتتراوح الدرجات من 220-300. ووفقا لETS «معايير التقدير عند الاكتمال»، فإن النتيجة الإجمالية على درجة الماجستير في إدارة الأعمال MFT-MBA تقيس التفكير النقدي والتفكير في مجال المناهج الدراسية ضمن معايير الماجستير في إدارة الأعمال القياسية. يوفر الرسم البياني الموجود على اليمين ملخصًا للنتائج حيث يبين تفاوت تقريبي لكل 10 درجات مئوية.
تم استخدام النموذج 4BMF للمرة الأخيرة في العام 2009، مما جعل دليل تسجيل النتائج 4BMF هو آخر دليل تسجيل نتائج لعام 2009. النموذج 4FMF تم استخدامه لآخر مرة في عام 2013 مما جعل دليل تسجيل النتائج لعام 2013 آخر دليل تسجيل نتائج لنموذج 4FMF. دليل تسجيل النتائج لعام 2015 هو الدليل الأكثر حداثة لـ 4JMF (نموذج الاختبار الحالي).

عديداً من الجامعات مثل جامعتي Rutgers ، LSU ، وجامعة نبراسكا، أوماها تمنح جوائز لتكريم الطلبة الذين حصدوا على أعلى الدرجات في «امتحان المجالات الكبرى في إدارة الأعمال» MFT-MBA. ويستخدم المجتمع الفخري T10 برنامج MFT-MBA للتعرف على أفضل 10٪ من ماجستير إدارة الأعمال في الولايات المتحدة.

## الاستخدام من قبل هيئات الاعتماد
استخدمت مجال الاختبارات الكبرى لماجستير إدارة الأعمال والاختبارات المشابهة لها من قبل هيئات اعتماد كليات إدارة الأعمال مثل الجمعية الدولية لتعليم وإدارة الأعمال (IACBE)، وجمعية تطوير كليات إدارة الأعمال (AACSB)، ومجلس اعتماد كليات إدارة الأعمال والبرامج (ACBSP)) لتلبية متطلبات التقييم والمساءلة.